# Daniel Fernandes (football)
Pour les articles homonymes, voir Daniel Fernandes.
Daniel Márcio Fernandes (né le 25 septembre 1983 à Edmonton, Canada) est un  footballeur portugais. Il évolue au poste de gardien de but.

## Biographie
Daniel Fernandes participe à la Coupe du monde 2010 avec le Portugal en tant que troisième gardien.
Le 8 juillet 2013, il est prêté pour une saison à l'OFI Crète.

## Palmarès
- 2 sélections avec le  Portugal depuis 2006